# بييرا هدسون
بييرا هدسون (بالإنجليزية: Piera Hudson)‏ هي متزحلقة نيوزيلندية، ولدت في 7 فبراير 1996.

## وصلات خارجية
- بييرا هدسون على موقع الاتحاد الدولي للتزلج (التزلج على المنحدرات الثلجية) (الإنجليزية)
- بييرا هدسون على موقع اللجنة الأولمبية الدولية (الإنجليزية)
- بييرا هدسون على موقع أوليمبيديا (الإنجليزية)
- بييرا هدسون على موقع اللجنة الأولمبية النيوزيلندية (الإنجليزية)